# MW 50
MW 50 (от нем. Methanol-Wasser) — система форсирования авиационного поршневого двигателя, разработанная немецкими инженерами в середине Второй мировой войны.
Эта система позволяла увеличить на высотах до 5000 м мощность двигателей на 10—15 % на время до 10 минут при нормальном режиме полёта (после чего требовался перерыв не менее 5 минут) или до 5 минут во время воздушного боя, за счёт впрыскивания в цилиндры двигателя смеси воды с метанолом.
Первоначально опыты производились как с чистой водой (MW 0), так и с чистым метиловым спиртом (MW 100), также MW 30 (69,5 % дистиллированной воды, 0,5 % антикоррозионного средства «Schutzol 39» и 30 % метанола).
Но наилучшие результаты были получены для смесей MW 50 (соответственно — 49,5 %, 0,5 % и 50,0 %) и MW 75 (75 % метанола, 25 % воды), а наиболее широко распространёнными являлись установки, использовавшие состав MW 50.
В бак с этой смесью подавался воздух от приводного нагнетателя двигателя, после чего смесь подавалась на вход этого же нагнетателя через автоматический электрический клапан. Давление воднометанольной смеси показывал манометр на приборной панели. В распоряжении пилота также был электрический включатель дозирующего клапана и рукоятка регулировки впрыска. Расход воднометанольной смеси составлял около 160 л/ч, при этом также возрастал расход топлива.

## Применение
Messerschmitt 109
Этой системой оснащались истребители Messerschmitt Bf.109 начиная с модификации Bf.109G-6 (самая массовая модель Bf.109, запущена в производство в конце осени 1942 года). Форсированная мощность двигателя DB 605AM на высоте 1000 м без использования смеси MW 50 составляла 1575 л. с., с её применением достигала 1800 л. с., на высоте 4100 м мощность составляла 1700 л. с.
Прибавка мощности обеспечивала соответствующий прирост максимальной скорости истребителя Bf.109G-4 приблизительно на 40 км/ч, давая пилоту истребителя дополнительное преимущество в воздушном бою.
Однако расход топлива на взлётном режиме при использовании MW 50 составлял 640 л/ч (без этой системы — 480 л/ч). Использование форсажа заметно сокращало продолжительность полёта, а также требовало замены свечей зажигания уже через 15—30 часов работы. 
Focke-Wulf 190
Система была предусмотрена для установки уже на раннюю серию А-4 истребителей Focke-Wulf Fw.190 с двигателем BMW 801D2 (июнь 1942 года). Однако поставку устройств MW 50 своевременно наладить не удалось, поэтому самолёты А-4 фактически этого устройства не имели.
На практике система MW 50 появилась только на модели Fw.190 A-8 (январь 1944 года), хотя возможность доукомплектовать самолёты более ранних версий оставалась. Такие машины использовались в Африканском корпусе.
Прибавка в скорости у FW.190A за счёт применения MW 75 получалась заметно меньшей (на 15—20 км/ч), поэтому его мотор BMW 801D немецкие конструкторы предпочли форсировать путём кратковременного (на 1—3 мин) повышения наддува с одновременным значительным обогащением топливо-воздушной смеси (на приборной доске для включения режима имелась кнопка «Увеличение лётных качеств»).
Всё же мотор BMW 801Е, который устанавливали на Фокке-Вульфе поздних серий, оснащался системой впрыска MW 100 с расходом 300 кг/ч.
Мощность двигателя Jumo 213 на FW-190D повышалась до 2100 л. с. При этом достигалось увеличение скорости полета до 670 км/ч на высоте 6400 м. Смесь для системы находилась в отдельном 118-литровом баке. Также система использовалась на его преемнике Focke-Wulf Ta 152.
Messerschmitt 210
Варианты тяжёлых истребителей Messerschmitt Me.210 С-1, С-2, С-3 и D-1 оснащались двигателями DB 605B с устройством MW 50.